# Vidrà
Vidrà este o localitate în Spania în comunitatea Catalonia în provincia Girona. În 2006 avea o populație de 168 locuitori.
1. ↑  Nomenclátor Geográfico de Municipios y Entidades de Población (20240402 edition)
2. ↑   https://el9nou.cat/osona-ripolles/actualitat/politica/es-probable-que-tambe-pugem-al-carro-si-gosol-canvia-de-provincia-carro-si-gosol-canvia-de-provincia/ Lipsește sau este vid: |title= (ajutor)
3. 1 2   http://www.idescat.cat/pub/?id=aec&n=925&t=2016 Lipsește sau este vid: |title= (ajutor)